# 1960 год
1960 (ты́сяча девятьсо́т шестидеся́тый) год  по григорианскому календарю — високосный год, начинающийся в пятницу. Это 1960 год нашей эры, 10‑й год 6‑го десятилетия XX века 2‑го тысячелетия, 1‑й год 1960‑х годов. Он закончился 65 лет назад.
| Пн | Вт | Ср | Чт | Пт | Сб | Вс |
|    |    |    |    | 1  | 2  | 3  |
| 4  | 5  | 6  | 7  | 8  | 9  | 10 |
| 11 | 12 | 13 | 14 | 15 | 16 | 17 |
| 18 | 19 | 20 | 21 | 22 | 23 | 24 |
| 25 | 26 | 27 | 28 | 29 | 30 | 31 |

| Пн | Вт | Ср | Чт | Пт | Сб | Вс |
| 1  | 2  | 3  | 4  | 5  | 6  | 7  |
| 8  | 9  | 10 | 11 | 12 | 13 | 14 |
| 15 | 16 | 17 | 18 | 19 | 20 | 21 |
| 22 | 23 | 24 | 25 | 26 | 27 | 28 |
| 29 |    |    |    |    |    |    |

| Пн | Вт | Ср | Чт | Пт | Сб | Вс |
|    | 1  | 2  | 3  | 4  | 5  | 6  |
| 7  | 8  | 9  | 10 | 11 | 12 | 13 |
| 14 | 15 | 16 | 17 | 18 | 19 | 20 |
| 21 | 22 | 23 | 24 | 25 | 26 | 27 |
| 28 | 29 | 30 | 31 |    |    |    |

| Пн | Вт | Ср | Чт | Пт | Сб | Вс |
|    |    |    |    | 1  | 2  | 3  |
| 4  | 5  | 6  | 7  | 8  | 9  | 10 |
| 11 | 12 | 13 | 14 | 15 | 16 | 17 |
| 18 | 19 | 20 | 21 | 22 | 23 | 24 |
| 25 | 26 | 27 | 28 | 29 | 30 |    |

| Пн | Вт | Ср | Чт | Пт | Сб | Вс |
|    |    |    |    |    |    | 1  |
| 2  | 3  | 4  | 5  | 6  | 7  | 8  |
| 9  | 10 | 11 | 12 | 13 | 14 | 15 |
| 16 | 17 | 18 | 19 | 20 | 21 | 22 |
| 23 | 24 | 25 | 26 | 27 | 28 | 29 |
| 30 | 31 |    |    |    |    |    |

| Пн | Вт | Ср | Чт | Пт | Сб | Вс |
|    |    | 1  | 2  | 3  | 4  | 5  |
| 6  | 7  | 8  | 9  | 10 | 11 | 12 |
| 13 | 14 | 15 | 16 | 17 | 18 | 19 |
| 20 | 21 | 22 | 23 | 24 | 25 | 26 |
| 27 | 28 | 29 | 30 |    |    |    |

| Пн | Вт | Ср | Чт | Пт | Сб | Вс |
|    |    |    |    | 1  | 2  | 3  |
| 4  | 5  | 6  | 7  | 8  | 9  | 10 |
| 11 | 12 | 13 | 14 | 15 | 16 | 17 |
| 18 | 19 | 20 | 21 | 22 | 23 | 24 |
| 25 | 26 | 27 | 28 | 29 | 30 | 31 |

| Пн | Вт | Ср | Чт | Пт | Сб | Вс |
| 1  | 2  | 3  | 4  | 5  | 6  | 7  |
| 8  | 9  | 10 | 11 | 12 | 13 | 14 |
| 15 | 16 | 17 | 18 | 19 | 20 | 21 |
| 22 | 23 | 24 | 25 | 26 | 27 | 28 |
| 29 | 30 | 31 |    |    |    |    |

| Пн | Вт | Ср | Чт | Пт | Сб | Вс |
|    |    |    | 1  | 2  | 3  | 4  |
| 5  | 6  | 7  | 8  | 9  | 10 | 11 |
| 12 | 13 | 14 | 15 | 16 | 17 | 18 |
| 19 | 20 | 21 | 22 | 23 | 24 | 25 |
| 26 | 27 | 28 | 29 | 30 |    |    |

| Пн | Вт | Ср | Чт | Пт | Сб | Вс |
|    |    |    |    |    | 1  | 2  |
| 3  | 4  | 5  | 6  | 7  | 8  | 9  |
| 10 | 11 | 12 | 13 | 14 | 15 | 16 |
| 17 | 18 | 19 | 20 | 21 | 22 | 23 |
| 24 | 25 | 26 | 27 | 28 | 29 | 30 |
| 31 |    |    |    |    |    |    |

| Пн | Вт | Ср | Чт | Пт | Сб | Вс |
|    | 1  | 2  | 3  | 4  | 5  | 6  |
| 7  | 8  | 9  | 10 | 11 | 12 | 13 |
| 14 | 15 | 16 | 17 | 18 | 19 | 20 |
| 21 | 22 | 23 | 24 | 25 | 26 | 27 |
| 28 | 29 | 30 |    |    |    |    |

| Пн | Вт | Ср | Чт | Пт | Сб | Вс |
|    |    |    | 1  | 2  | 3  | 4  |
| 5  | 6  | 7  | 8  | 9  | 10 | 11 |
| 12 | 13 | 14 | 15 | 16 | 17 | 18 |
| 19 | 20 | 21 | 22 | 23 | 24 | 25 |
| 26 | 27 | 28 | 29 | 30 | 31 |    |

В 1960 году 17 африканских государств обрели независимость, поэтому год получил название «Год Африки».

## События

### Январь
- 1 января
  - Получила независимость французская подопечная территория Камерун[1].
  - Вступила в силу новая конституция Демократической Республики Вьетнам[2].
  - В Израиле произошла малая денежная реформа, одна израильская лира стала делиться не на 1000 прут, а на 100 агор.
  - Высший государственный совет и Совет министров Иракской Республики утвердили закон о разрешении деятельности политических партий.
- 2 января
  - Сенатор от Демократической партии Джон Кеннеди объявил о начале борьбы за пост президента США.
  - Король Лаоса Саванг Ватхана принял лидеров переворота 30 декабря 1959 года и призвал их не ставить своими действиями под угрозу судьбу монархии[3].
- 3 января — в Португалии заключённые-коммунисты во главе с будущим лидером Португальской коммунистической партии Алвару Куньялом совершили побег из тюрьмы «Кашиас»[4].
- 5 января — король Лаоса вновь принял лидеров переворота 30 декабря, которые передали ему власть. Премьер-министром назначен председатель Королевского совета Ку Абхай. Его кабинет приведён к присяге 7 января[5].
- 6 января — Катастрофа DC-6 под Уилмингтоном.
- 9 января — в Египте прошла торжественная церемония закладки Асуанской высотной плотины[6].
- 13 января — упразднено Министерство внутренних дел СССР, его функции переданы МВД союзных республик.
- 14 января — в Демократической Республике Вьетнам принят избирательный закон, официально вводивший всеобщее прямое избирательное право при тайном голосовании[2].
- 15 января — в СССР принят Закон «О новом значительном сокращении Вооружённых Сил СССР» (на 1 200 000 человек).
- 17 января — срыв со швартовки самоходной баржи Т-36, приведший к её последующему 49-дневному дрейфу.
- 18 января
  - Радио Каира сообщило, что СССР будет вести строительство второй очереди Асуанской плотины[7].
  - Катастрофа Vickers Viscount в Чарльз-Сити.
- 19 января — в Токио государственный секретарь США Кристиан Арчибальд Гертер и премьер-министр Японии Нобусукэ Киси подписали договор О взаимном сотрудничестве и безопасности между Японией и США, заменивший американо-японские соглашения и договоры 1951, 1952, 1953 и 1954 годов[8].
- 20 января — в СССР произведено первое испытание на предельную дальность межконтинентальной баллистической ракеты Р-7А. Впоследствии ракета была принята на вооружение. На полигоне «Акватория» в Тихом океане падение головной части контролировали корабли измерительного комплекса «Сибирь», «Сучан», «Сахалин» и «Чукотка»[9].
- 21 января
  - Одна из крупнейших в истории аварий на угольной шахте — из-за взрыва метана погибли 437 шахтёров на шахте «Coalbrook» под Йоханнесбургом в ЮАР[10].
  - Крупнейшая в истории Ямайки авиакатастрофа: при посадке в Монтего-Бей разбился самолёт Lockheed Constellation рейса Avianca Flight 671[англ.], погибли 37 человек.
- 23 января — Жак Пикар и Дон Уолш совершили погружение в Марианскую впадину в батискафе «Триест», установив абсолютный рекорд глубины погружения — 10 916 м.
- 24 января — генерал Жак Массю, отправленный в отставку с поста командующего войсками в Алжире президентом де Голлем 22 января, поднял мятеж с требованием сохранения колониального статуса этой территории[11][12].
- 25 января — в Тунисе открылась II Конференция народов Африки, на которой были представлены 30 стран континента[13].
- 28 января — в Пекине подписаны Договор о дружбе и взаимопомощи и соглашение о границе между КНР и Бирмой.
- 31 января — подавлен мятеж в Алжире[11].

### Февраль
- 1 февраля —  четверо афроамериканских студентов устроили сидячую забастовку[англ.] в сегрегированной столовой магазина Woolworth's в Гринсборо, что в конечном итоге привело к интеграции столовых на юге США, став важнейшим поворотным пунктом в борьбе за гражданские права[14].
- 5 февраля — постановлением Совета Министров СССР учреждён Университет дружбы народов.
- 11 февраля — правительство Гамаля Абделя Насера национализировало Национальный банк Египта и предприятия финансово-промышленной группы «Мыср»[15].
- 13 февраля — первое французское ядерное испытание на полигоне в Алжире.
- 18 февраля
  - В Скво-Вэлли (США) стартовали VIII зимние Олимпийские игры.
  - В Монтевидео подписан договор о создании Латиноамериканской ассоциации свободной торговли[16].
- 20 февраля — в Брюсселе завершилась открывшаяся 20 января Конференция круглого стола, принявшая решение о предоставлении независимости Бельгийскому Конго[17].
- 25 февраля — в Багдаде завершён процесс над участниками покушения на премьер-министра Абделя Керима Касема 7 октября 1959 года. 17 человек приговорены к смертной казни (из них 11 человек, в том числе Саддам Хусейн — заочно).
- 26 февраля — Катастрофа Ан-10 во Львове.

### Март
- 1 марта — президент Гвинеи Ахмед Секу Туре заявил о денежной реформе и выходе страны из зоны франка.
- 5 марта
  - Президент Индонезии Сукарно упразднил парламент страны после того, как тот не утвердил предложенный им бюджет[18].
  - Ленинградская студия телевидения стала 5-й, Ленинградской программой ЦТ СССР.
- 7 марта — окончание 49-дневного дрейфа самоходной баржи Т-36.
- 9 марта — реактивный истребитель ВВС Индонезии обстрелял резиденцию президента Сукарно дворец Мердека и его резиденции в Богоре и на курорте Гжилингжинг. Власти объяснили это местью младшего лейтенанта индонезийских ВВС за арест отца.
- 15 марта
  - На президентских выборах в Южной Корее президент Ли Сын Ман переизбран на четвёртый срок. В тот же день Демократическая партия Кореи обвинила власти в фальсификации выборов. В стране начались волнения, вызванные расправой полиции над протестующими студентами города Масан[19].
  - Парламент Ганы решил провозгласить страну республикой и упразднить пост британского генерал-губернатора, представлявшего королеву Елизавету II как главу ганского государства.
- 17 марта — Катастрофа L-188 под Каннелтоном.
- 21 марта
  - Премьер Госсовета КНР Чжоу Эньлай и премьер-министр Непала Бишвешвар Прасад Коирала подписали соглашение о границе между двумя странами.
  - расстрел демонстрации в Шарпевиле (ЮАР).
- 27 марта — президент Индонезии Сукарно сформировал новый парламент («Готонг-ройонг»), часть которого сформирована не на партийной основе[18].

### Апрель
- 3 апреля
  - Создана Объединённая социалистическая партия Франции[20].
  - Скончался король Камбоджи Нородом Сурамарит[21]. На престол могли претендовать 183 принца[22].
- 4 апреля — подписано соглашение о предоставлении Францией независимости Федерации Мали[23].
- 11 апреля — в Сеуле демонстранты разгромили штаб-квартиру правящей Либеральной партии президента Ли Сын Мана. В стране введено чрезвычайное положение.
- 12 апреля — после расстрела демонстрантов в Масане министры правительства Южной Кореи взяли на себя ответственность за произошедшее и ушли в отставку.
- 18 апреля
  - В Сеуле расстреляны демонстранты, прорвавшиеся к резиденции президента Ли Сын Мана. Власть в городе передана армейскому командованию.
  - Парламент Турции создал комиссию по расследованию деятельности оппозиционных партий в связи с нарастающими антиправительственными выступлениями.

- 19 апреля

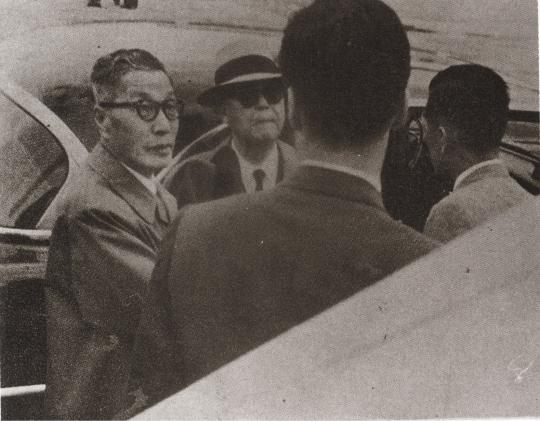
26 апреля: Апрельская революция в Корее. Отставка президента Ли Сын Мана. 29 мая бывший президент покидает страну после народных волнений

  - В Сеуле и других городах Южной Кореи началось антиправительственное восстание[19].
  - На плебисците в Гане подтверждено решение парламента провозгласить страну республикой.
- 21 апреля — официальная инаугурация новой столицы Бразилии — города Бразилиа. Все три ветви власти республики одновременно перенесены сюда из Рио-де-Жанейро.
- 24 апреля — первый тур парламентских выборов в Лаосе[24].
- 25 апреля — по требованию демонстрантов подал в отставку вице-президент Южной Кореи Ли Ги Бон, обвинявшийся в фальсификации выборов 15 марта.
- 26 апреля — президент Южной Кореи Ли Сын Ман ушёл в отставку, передав власть министру иностранных дел Хо Джону.

- 27 апреля

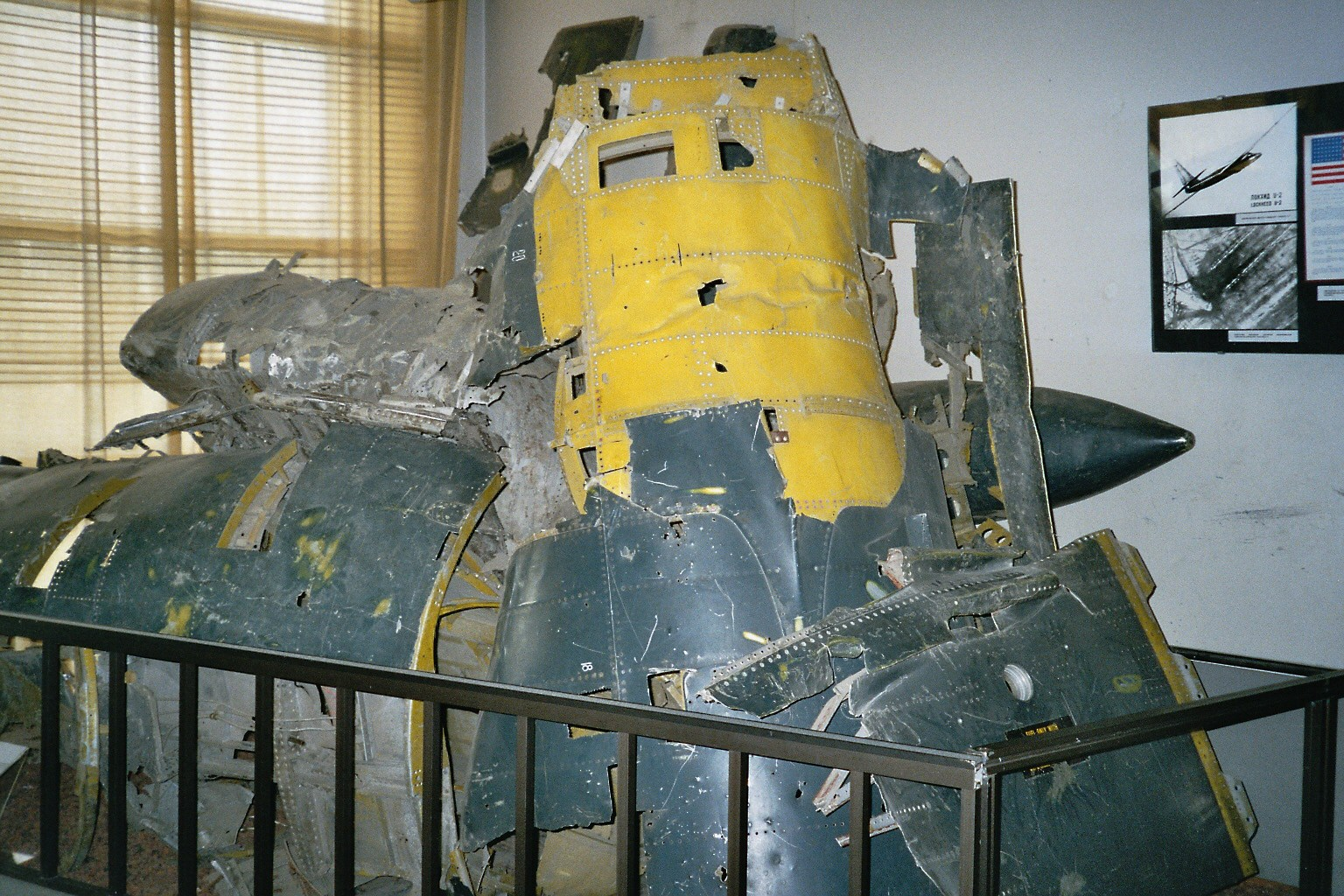
1 мая: над Свердловском сбит разведывательный самолёт ВВС США У-2. Обломки самолёта в Центральном музее Вооружённых сил в Москве

  - Получила независимость французская колониальная автономия Того. Первым президентом страны стал Сильванус Олимпио[25].
  - Катастрофа Ил-18 в Свердловске.
- 28 апреля — в Стамбуле (Турция) полиция расстреляла студенческую демонстрацию.

### Май
- 1 мая — в районе Свердловска сбит американский самолёт-разведчик У-2 с пилотом Фрэнсисом Пауэрсом на борту.
- 8 мая — второй тур парламентских выборов в Лаосе. Патриотический фронт Лаоса в выборах не участвует[24].
- 9 мая — в пятнадцатую годовщину Победы советского народа в Великой Отечественной войне открыт памятный мемориал на Пискарёвском кладбище в Ленинграде.
- 10 мая — американская атомная подлодка «Тритон» завершила первое в истории подводное кругосветное путешествие.
- 11 мая — в Буэнос-Айресе сотрудниками израильской разведки «Моссад» похищен нацистский преступник Адольф Эйхман.
- 12 мая — ЦК КПСС письмом пригласил Мао Цзэдуна посетить СССР «для отдыха». Приглашение не было принято[26].
- 13 мая — швейцарско-австрийской экспедицией покорена Дхаулагири.
- 14 мая — волнения в Бельгийском Конго.
- 15 мая — в СССР запущен Спутник-4.
- 16 мая — американский физик Теодор Майман продемонстрировал работу первого оптического квантового генератора — лазера, в котором роль активной среды выполнял рубин[27].
- 22 мая — Великое Чилийское землетрясение (магнитуда 9,5 — самая высокая из всех когда-либо зарегистрированных в мире).
- 25 мая — завершились выборы в нижнюю палату парламента и в провинциальные собрания Бельгийском Конго, начавшиеся 11 мая. Наибольшее число мест получила партия Национальное движение Конго Патриса Лумумбы. 9 июня прошли выборы в сенат Конго[17].
- 27 мая — военный переворот в Турции. Режим Аднана Мендереса свергнут, власть захватили военные во главе с генералом Джемалем Гюрселем.
- 29 мая — в условиях продолжающихся антиправительственных демонстраций бывший диктатор Южной Кореи Ли Сын Ман покинул страну и эмигрировал в США.
- 31 мая — в Улан-Баторе премьер Госсовета КНР Чжоу Эньлай и лидер Монгольской Народной Республики Юмжагийн Цеденбал подписали Договор о дружбе и взаимной помощи между КНР и МНР[28].

### Июнь
- 1 июня
  - В Анкаре объявлено, что военные власти Турции арестовали около 400 депутатов меджлиса, членов отстранённой от власти Демократической партии[28].
  - Подавляющее большинство депутатов Национального собрания Южной Кореи заявили о выходе из Либеральной партии свергнутого диктатора Ли Сын Мана[28].
- 3 июня — лидер СССР Н. С. Хрущёв принял главу правительственной экономической миссии Республики Куба капитана Антонио Нуньеса Хименеса и согласился посетить Кубу по приглашению Фиделя Кастро. Начало развития отношений между СССР и революционной Кубой[28].
- 5 июня — на плебисците в Камбодже принц Нородом Сианук утверждён главой государства. Страна осталась королевством, престол был объявлен вакантным[22].
- 6 июня — Национальным собранием Лаоса утверждён состав правительства во главе с Тяо Сомсанитом[29].
- 9 июня
  - В результате тихоокеанского тайфуна Мэри в КНР погибло около 1600 человек.
  - Средства массовой информации со ссылкой на слухи в Сингапуре распространили ложное сообщение о военном перевороте в Индонезии и свержении президента Сукарно.
- 10 июня — Катастрофа Ил-14 под Ткварчели
- 11 июня — Франция и Автономная Республика Верхняя Вольта подписали соглашение о предоставлении Верхней Вольте независимости в 1960 году[30].
- 12 июня — в Камбодже официально учреждён пост главы государства с широкими полномочиями, на который вступил Нородом Сианук[21].
- 14 июня
  - В Аддис-Абебе открылась конференция независимых государств Африки[31].
  - Формирование правительства Бельгийского Конго поручено Патрису Лумумбе.
  - Президент Франции генерал Шарль де Голль выступил с призывом начать переговоры по алжирскому вопросу между Временным правительством Алжирской Республики и Францией[11].
- 18 июня — в СССР возобновлён выпуск еженедельника «За рубежом» с обзором зарубежной прессы.
- 20 июня — получила независимость от Франции Федерация Мали со столицей в Дакаре[23].
- 21 июня — на скважине номер 6Р Шаимского нефтяного месторождения бригада бурового мастера С. Н. Урусова получила первый фонтан Тюменской нефти мощностью 400 тонн в сутки[32].

20 июня — 20 августа: независимая Федерация Мали в составе Сенегала и Суданской республики

- 22 июня — заключён договор о военной и финансовой помощи между Бельгией и Бельгийским Конго.
- 23 июня
  - Отставка премьер-министра Японии Нобусукэ Киси.
  - Встреча кандидата в президенты США Джона Кеннеди и лидера движения за гражданские права Мартина Лютера Кинга.
- 24 июня
  - Первым президентом Бельгийского Конго избран Жозеф Касавубу[33].
  - Открылось двухдневное совещание коммунистических партий в Бухаресте. Коммунистическая партия Китая выразила свою особую позицию.
- 25 июня — в Мелёне начались консультации французской и алжирской делегаций по техническим условиям будущих франко-алжирских переговоров[11].
- 26 июня
  - Получила независимость от Франции Малагасийская республика (Мадагаскар)[34].
  - Провозглашена независимость Британского Сомалиленда[35].
- 29 июня
  - Центральный печатный орган Коммунистической партии Китая газета «Жэньминь жибао» опубликовала передовую статью с открытой критикой КПСС.
  - Алжирская делегация прервала переговоры с французской стороной в Мелёне. Война в Алжире продолжилась[11].
- 30 июня — Бельгийское Конго получило независимость и было провозглашено Республикой Конго (Леопольдвиль)[36].

### Июль
- 1 июля
  - Государство Сомалиленд и получившее независимость Подопечная территория Сомали объединились в независимую Сомалийскую Республику[35].
  - Гана провозглашена республикой. Президентом страны стал Кваме Нкрума[37].
  - В Египте началось выполнение 10-летнего плана развития[15].
  - Над Баренцевым морем советским истребителем МиГ-19 сбит американский самолёт-разведчик ERB-47H Stratojet, выжили двое из шести членов экипажа (переданы США через 7 месяцев).
- 4 июля — смена 48-звёздного флага США на 50-звёздный в результате присвоения Аляске и Гавайям, ранее бывших территориями, статуса штатов[38].
- 5 июля — в Республике Конго африканские солдаты подняли восстание против бельгийских офицеров и начали поход на столицу. На следующий день премьер-министр Патрис Лумумба сместил командующего армией Эмиля Янсенса.
- 6 июля — принята новая Конституция Монгольской Народной Республики[39].
- 10 июля
  - Бельгийские парашютисты по просьбе Патриса Лумумбы высадились в Элизабетвиле (Республика Конго).
  - Сборная СССР по футболу выигрывает золото Чемпионата Европы, переиграв сборную Югославии в финале со счётом 2:1
- 11 июля
  - Моиз Чомбе провозгласил независимость провинции Катанга от Республики Конго.
  - Франция и Автономная Республика Берег Слоновой Кости заключили соглашение о предоставлении автономии независимости[40].
- 13 июля — бельгийский воздушный десант генерала Гейсена занял аэропорт Н’джили в Леопольдвиле и начал подавление восстания конголезской армии.
- 14 июля — премьер-министр Республики Конго Патрис Лумумба обвинил Бельгию в агрессии, разорвал с ней дипломатические отношения и отдал приказ армии атаковать бельгийские войска. Совет Безопасности ООН принял решение послать в Катангу международные вооружённые силы вместо бельгийских войск.
- 15 июля
  - Открылось рабочее совещание ЦК КПК, на котором Лю Шаоци, Чжоу Эньлай и другие лидеры страны и партии предложили свои меры по преодолению последствий «Большого скачка». Совещание закрылось 10 августа.
  - Франция и правительство Габонской автономии подписали соглашение о признании независимости Габона[41].
- 16 июля — в авиакатастрофе погибли 8 футболистов сборной Дании.
- 20 июля
  - Парламент Цейлона избрал премьер-министром страны Сиримаво Бандаранаике, ставшую первой в истории женщиной-главой правительства государства.
  - Катастрофа Ил-14 под Сыктывкаром.
- 21 июля — Катастрофа Ил-12 в Минске.
- 22 июля — Совет Безопасности ООН потребовал вывода войск Бельгии из Конго в соответствии со своей резолюцией от 14 июля.
- 28 июля — в СССР запущен «Спутник-5-1».
- 29 июля — внеочередные парламентские выборы в Южной Корее. Объявлено о победе оппозиционной Демократической партии.

### Август
- 1 августа — получила независимость французская колония Дагомея[42].
- 3 августа
  - Получила независимость французская колония Нигер[43].
  - В Турции объявлено о беспрецедентной чистке армейского командования. Из армии уволены 235 генералов и адмиралов, в результате чего в строю остались только 20 генералов и 1 адмирал[44].
- 5 августа
  - Получила независимость французская колония Верхняя Вольта[30].
  - В ответ на эмбарго США правительство Кубы национализировало всю иностранную собственность в стране (включая американскую).
- 7 августа — получила независимость французская колония Берег Слоновой Кости[40].
- 9 августа — ночью в Лаосе 2-й парашютный батальон капитана Конг Ле совершил государственный переворот. Создан Комитет государственного переворота[45].
- 11 августа
  - Получила независимость французская колония Чад[46].
  - Комитет государственного переворота Лаоса приказал прекратить боевые действия против сил Патет Лао[47].
- 13 августа
  - Получила независимость от Франции Убанги-Шари (будущая Центральноафриканская Республика). На следующий день премьер-министр бывшей автономии Давид Дако избран первым президентом страны[48].
  - Президентом Южной Кореи избран Юн Бо Сон.
  - Орган Коммунистической партии Китая газета Жэньминь жибао опубликовала вторую статью с резкой критикой КПСС.
- 14 августа — подал в отставку премьер-министр Лаоса Тяо Сомсанит. Новым премьер-министром назначен председатель Национального собрания Суванна Фума[47].
- 15 августа — провозглашение независимости Республики Конго[49][50].
- 16 августа
  - Провозглашение независимости Республики Кипр[51].
  - Премьер-министр Конго (Леопольдвиль) Патрис Лумумба ввёл в стране военный режим на 6 месяцев и пригрозил конфисковать бельгийскую собственность в Конго, если не будут разморожены золотые запасы республики[52].
- В Москве в парке Сокольники открылась первая промышленная выставка Японии[52].
  - Джозеф Киттингер (США) совершил мировой рекорд — прыжок с парашютом с высоты 31,33 километра[53].
  - В Индонезии сформирован Временный народный конгресс, заменивший избираемый парламент[18].
- 17 августа
  - Получила независимость французская колония Габон[41].
  - Президент Индонезии Сукарно объявил о разрыве дипломатических отношений с Нидерландами и заявил, что освободит Западный Ириан «революционным путём». Одновременно он распустил партию Машуми и Социалистическую партию Индонезии[18].
  - Катастрофа Ил-18 под Киевом.
- 18 августа
  - Существенное расширение территории Москвы. В соответствии с Указом Верховного Совета РСФСР № 437 официальной границей города стала Московская кольцевая автомобильная дорога (МКАД). В территорию столицы в качестве новых районов официально включены ряд бывших пригородных населённых пунктов, в том числе пять городов — Тушино, Люблино, Кунцево, Перово и Бабушкин. Хотя де-факто многие из этих территорий (например, Черёмушки) считались Москвой ещё с начала 50-х годов.
  - На аэродроме Леопольдвиля произошли столкновения между конголезскими солдатами и канадскими силами войск ООН[52].
- 19 августа
  - Первый в истории полёт на орбиту живых существ: в СССР выведен на орбиту второй космический корабль Спутник-5 с собаками Белка и Стрелка на борту. 20 августа он благополучно вернулся на Землю[52].
  - В Москве Военная коллегия Верховного суда СССР в ходе трёхдневного открытого судебного процесса приговорила американского лётчика Фрэнсиса Пауэрса, сбитого 1 мая под Свердловском, к 10 годам лишения свободы с отбыванием первых трёх лет наказания в тюрьме по ст. 2 Закона Союза ССР «Об уголовной ответственности за государственные преступления»[52].
  - Национальное собрание Южной Кореи назначило премьер-министром страны Чан Мэна.
- 20 августа
  - В результате переворота в Дакаре Федерация Мали распадается на независимые Сенегал и Мали[23][54].
  - Генеральный секретарь ООН Даг Хаммаршёльд отправил в отставку Высшего представителя ООН в Конго Ральфа Банча (США) и назначил на его месте Раджешвара Дайяла (Индия)[52].
- 23 августа — Президиум Верховного Совета СССР утвердил Устав внутренней службы Вооружённых Сил Союза ССР.
- 25 августа — в Риме стартовали XVII летние Олимпийские игры.
- 27 августа — в Москве подписано второе соглашение о советской помощи в завершении строительства Асуанской плотины в Египте[55].
- 29 августа — убийство премьер-министра Иордании Хаззы аль-Маджали в результате взрыва бомбы в его офисе.
- 31 августа — правительство Малайской Федерации объявило об отмене в стране чрезвычайного положения, после того как последние партизанские отряды Коммунистической партии Малайи укрылись в джунглях на границе с Таиландом[56].

### Сентябрь
- 2 сентября
  - Первая Генеральная национальная ассамблея народа Кубы принимает Первую Гаванскую декларацию с осуждением доктрины Монро и заявлением о намерении установить дипломатические отношения со всеми социалистическими странами[57].
  - Состоялись первые выборы в Ассамблею тибетских народных депутатов, позже провозглашено Днём Тибетской демократии.
- 5 сентября
  - Президент Бельгийского Конго Жозеф Касавубу отстранил от обязанностей правительство Патриса Лумумбы и поместил его самого под домашний арест.
  - Первым президентом Сенегала избран Леопольд Сенгор.
- 10 сентября
  - В Лаосе принц Бун Ум заявил о непризнании королевского правительства Суванна Фумы и создании своего «революционного правительства» в Саваннакхете[58].
  - На XVII Олимпийских играх в Риме сенсационную победу в марафонском беге одержал никому не известный эфиопский бегун Абебе Бикила, бежавший босиком.
- 14 сентября
  - В результате военного переворота в Республике Конго власть захватил полковник Джозеф Мобуту (возглавлял страну до 16 мая 1997 года).
  - Основана Организация стран — экспортёров нефти (ОПЕК), в которую сначала вошли Саудовская Аравия, Иран, Ирак, Кувейт и Венесуэла.
- 19 сентября — Катастрофа DC-6 на Гуаме.
- 20 сентября — получившие независимость Того[25], Верхняя Вольта[30], Дагомея[42], Конго[49], Центральноафриканская республика[48], Чад[46] и Камерун приняты в ООН[1].
- 21 сентября
  - В Москве открыт Центральный музей древнерусской культуры и искусства имени Андрея Рублёва.
  - В Мексике правительством президента А. Лопеса Матеоса национализирована энергосистема и электрические сети страны.
- 22 сентября
  - После распада Федерации Мали бывший Французский Судан провозглашён Республикой Мали[54].
  - Советское правительство выступает с осуждением вмешательства США в дела Лаоса[59].
- 23 сентября — выступая на сессии Генеральной Ассамблеи ООН, Н. С. Хрущёв стучит по трибуне кулаком и произносит знаменитую фразу: «Мы вам покажем кузькину мать!»
- 24 сентября — в США на воду спущен первый атомный авианосец «Энтерпрайз».
- 26 сентября — авиационная Катастрофа Vickers Viscount под Москвой — единственная в истории Austrian Airlines.
- 27 сентября — в Москве заложено основание Останкинской телебашни по проекту Н. В. Никитина.
- 28 сентября — Республика Мали[54] и Сенегал приняты в ООН[23].

### Октябрь
- 1 октября — провозглашена независимость Нигерии и Камеруна[60].
- 3 октября — президентом Бразилии избран Жаниу Куадруш.
- 4 октября — Катастрофа L-188 в Бостоне — крупнейшая произошедшая из-за столкновения с птицами.
- 5 октября — голосованием белых граждан Южно-Африканского Союза принято решение об образовании республики и соответствующем переименовании страны в ЮАР.
- 7 октября
  - Нигерия принята в члены ООН[60].
  - Лаос установил дипломатические отношения с СССР[61].
- 10 октября
  - Массовые волнения в Сеуле. Манифестанты ворвались в Национальное собрание Южной Кореи.
  - На острове Яссыада близ Стамбула начался судебный процесс над бывшим премьер-министром Турции Аднаном Мендересом и другими лидерами свергнутого в мае режима.
  - С турбоэлектрохода «Балтика», на котором в это время путешествовал Н. С. Хрущёв, у берега США сбежал котельный машинист Виктор Яаниметс, эстонец по национальности, которому американцы тут же предоставили политическое убежище[62]. Попытка переубедить матроса вернуться, предпринятая советской стороной, направившей к нему двоих советских дипломатических сотрудников с заверениями об амнистии в случае возвращения, провалилась, беглец отказался возвращаться. На следующий день газеты США поместили его фотографию и выступление антисоветского характера для международной прессы[63]. Все ожидали от Хрущёва очередной эмоциональной эскапады и наказаний для всех ответственных за произошедший инцидент, однако он отреагировал спокойно: «Вот дурачок! Хоть бы денег на первое время попросил! Погибнет здесь с голоду!»[64].
- 11 октября — во Вьентьяне начались переговоры между правительственной делегацией Кинима Фолсены и делегацией Патриотического фронта Лаоса во главе с Фуми Вонгвичитом[61].
- 11—20 октября XI Генеральная конференция по мерам и весам приняла Международную систему единиц (СИ)[65].
- 12 октября
  - выступление Н. С. Хрущёва на заседании 15-й Генеральной Ассамблеи ООН, после которого он в возмущении стучал по столу ботинком.
  - Последний на Московской железной дороге пригородный поезд на паровозной тяге отправился с платформы Казанского вокзала по маршруту Москва-Куровская.
  - Студент ультраправых взглядов Отоя Ямагути смертельно ранил лидера японской социал-демократической партии Инэдзиро Асануму во время политических дебатов в Токио.
- 13 октября — в СССР официально объявлено об отмене намечавшегося визита Н. С. Хрущёва в КНДР.
  - 17 октября — новым премьер-министром Ливии назначен министр финансов Мухаммед Осман ас-Саид (до 19 марта 1963 года)[66][67].
- 20 октября
  - Президиум Верховного Совета СССР ратифицировал Женевскую международную конвенцию 1958 года об открытом море[68].
  - Катастрофа Ту-104 под Усть-Ордой.
- 24 октября
  - Катастрофа на космодроме Байконур. Погибло 78 человек (по результатам работы комиссии под руководством В. Ивкина).
  - После массовых демонстраций в столице Катара низложен эмир Али ибн Абдаллах ибн Касем Аль-Тани. Новым правителем этого британского протектората стал шейх Ахмед бен Али Аль- Тани[69].
  - Началась всеобщая четырёхдневная забастовка в Дагомее.
- 30 октября — Катастрофа Ил-14 под Пензой.

### Ноябрь
- 1 ноября — начал действовать экономический союз Бенилюкс[70].
- 3 ноября — принята первая конституция независимой республики Берег Слоновой Кости[71].
- 8 ноября
  - Президентские выборы в США, победа Джона Кеннеди.
  - Принята первая конституция независимой Республики Нигер[72].
- 10 ноября — запись песни Эдит Пиаф «Non, je ne regrette rien».
- 13 ноября
  - В Гватемале группа молодых офицеров во главе с лейтенантами Луисом Турсиосом Лимой и Марко Антонио Йоном Сосой совершают неудачную попытку переворота. Подавлена после трёхдневных боёв[73].
  - Камерун и Франция подписали соглашения о сотрудничестве и технической помощи, предусматривающие тесные связи этих стран и дальнейшее пребывание французский войск в Камеруне[1].
- 14 ноября
  - В Приморском крае при заходе на посадку потерпел катастрофу стратегический бомбардировщик «Ту-16», погиб весь экипаж, 6 человек[74].
  - Железнодорожная авария[англ.] в чешской Богемии у деревни Стебловы. Погибло 118 человек и тяжело ранено 110[75][76].
- 20 ноября — премьер-министр Лаоса Суванна Фума и лидер Патриотического фронта Лаоса принц Суфанувонг подписали в городе Самныа коммюнике о единстве действий[77].
- 27 ноября — на первых после получения независимости выборах в Национальное собрание Республики Берег Слоновой Кости победила правящая Демократическая партия Феликса Уфуэ-Буаньи[40].
- 28 ноября — Мавритания, бывшая колония Франции в составе Французской Западной Африки, провозглашена независимой республикой[78].
- 30 ноября — принята первая конституция независимой Республики Верхняя Вольта[30].

### Декабрь
- 1 декабря — в СССР запущен «Спутник-6» — 3-й космический корабль-спутник, прототип «Востока».
- 8 декабря — попытка государственного переворота в Лаосе, возглавленная командующим вьентьянским военным округом полковником Купраситом Абхаем. На следующий день премьер-министр Суванна Фума передал всю полноту власти начальнику Генерального штаба генералу Патаммавонгу и вылетел в Камбоджу[79].
- 10 декабря — Катастрофа Ан-2 под Семипалатинском.
- 11 декабря
  - Высший национальный комитет Лаоса во главе с генералом Патаммавонгом передал власть правительству во главе с Кинимом Фолсеной. В тот же день войска генерала Фуми Носавана начали наступление на Вьентьян[80].
  - Президентские и парламентские выборы в Дагомее. Победили Юбер Мага и его Дагомейская партия единства.
- 12 декабря — командование Освободительной армии Лаоса (ПФЛ) отдало приказ начать военные действия против правительства в Саваннакхете[80].
- 13 декабря — попытка государственного переворота в Эфиопии, возглавленная командиром гвардии, бригадным генералом Менгисту Ныуай, и его братом Гырмаме Ныуай с целью замены императора Хайле Селассие на его сына Амху Селассие. Подавлена после 4-хдневных боёв в Аддис-Абебе.
- 15 декабря — король Непала Махендра распустил парламент и правительство, взяв на себя всю полноту законодательной и исполнительной власти. Армия взяла под контроль столицу страны Катманду, премьер-министр Бишвешвар Прасад Коирала и многие политики арестованы[81].
- 16 декабря — над Нью-Йорком столкнулись самолёты Douglas DC-8-11 компании United Air Lines и Lockheed L-1049-54 Super Constellation компании TWA, погибли 134 человека. Первая авиакатастрофа, при расследовании которой использовались материалы чёрных ящиков.
- 17 декабря
  - Армия генерала Фуми Носавана штурмом взяла столицу Лаоса город Вьентьян. Сформировано и утверждено королём правительство во главе с принцем Бун Умом. Однако прежний премьер-министр Суванна Фума заявил, что не подавал в отставку, и что новый кабинет не является законным[80].
  - Катастрофа C-131 в Мюнхене.
- 20 декабря — основан коммунистический Национальный фронт освобождения Южного Вьетнама.
- 22 декабря
  - В СССР запущен «Спутник-7-1», суборбитальный полёт.
  - В Непале освобождены лидеры политических партий, давшие письменное заверение в лояльности королю[82].
  - Нота Советского правительства правительству Великобритании с предложением созвать международное совещание по ситуации в Лаосе и возобновить там деятельность Международной контрольной комиссии[83].
- 26 декабря
  - В Казахской ССР образован Целинный край[84].
  - Король Непала Махендра сформировал и лично возглавил новое правительство страны[82].
  - Катастрофа Ил-18 в Ульяновске.
- 31 декабря
  - Юбер Мага вступил на пост президента Дагомеи. Пост премьер-министра упразднён.
  - Отряды Патриотического фронта Лаоса очистили Долину Кувшинов от сил правительства в Саваннакхете[83].
  - В Великобритании прекращено обращение фартинга, бывшего в обращении с XIII века.

### Без точных дат
- Население Земли — 3 миллиарда 21,5 миллиона человек.
- «Год Африки» — получили независимость 17 африканских стран.
- На рижском заводе ВЭФ выпущена первая партия транзисторных радиоприёмников ПМП-60 («Спидола»).
- На базе сектора «Астрофизики» Института Физики АН Азербайджана, основана Шемахинская астрофизическая обсерватория.
- В СССР выпущен первый видеомагнитофон «Кадр», использовавшийся пока только в профессиональных сферах.
- Создана Международная ассоциация по предотвращению самоубийств.

## Персоны года
Человек года по версии журнала Time — учёные США (Лайнус Полинг, Исидор Айзек, Эдвард Теллер, Джошуа Ледерберг, Дональд Артур Глазер, Уиллард Либби, Роберт Вудвард, Чарльз Старк Дрейпер, Уильям Шокли, Эмилио Сегре, Джон Эндерс, Чарлз Таунз, Джордж Бидл, Джеймс Ван Аллен и Эдвард Парселл).

## Родились
См. также: Категория:Родившиеся в 1960 году

### Январь
- 1 января — Георгий Делиев, советский и украинский режиссёр, актёр, музыкант, художник.
- 4 января
  - Майкл Стайп, американский автор-исполнитель (R.E.M), продюсер, фотограф и активист.
  - Эйприл Уинчелл, американская актриса кино и озвучивания, радиоведущая и радиокомментатор.
  - Эльвира Юнусова, театральная актриса, народная артистка Республики Башкортостан (1992).
- 6 января
  - Наталья Бестемьянова, советская фигуристка (спортивные танцы на льду).
  - Андреа Томпсон, американская актриса и журналист.
  - Ульрика Май, немецкая актриса театра, кино и телевидения.
- 13 января — Литтл Орал Энни, американская порноактриса и преподаватель музыки.
- 13 января — Олинка Хардиман, французская порноактриса.
- 17 января — Игорь Николаев, российский артист и певец.
- 21 января — Дмитрий Харатьян, советский и российский актёр.
- 26 января — Леонид Парфёнов, российский журналист и телеведущий.
- 29 января
  - Грег Луганис, американский прыгун в воду, четырёхкратный олимпийский чемпион.
  - Джиа Каранджи, первая супермодель (ум. в 1986).

### Февраль
- 3 февраля — Йоахим Лёв, тренер сборной Германии по футболу.
- 4 февраля — Дженетт Голдстин, американская актриса.
- 6 февраля — Игорь Матвиенко, российский музыкальный продюсер и композитор.
- 7 февраля — Джеймс Спейдер, американский киноактёр.
- 8 февраля
  - Галина Галкина, советская и российская театральная актриса, заслуженная артистка России.
  - Сюзанна Гамильтон, британская актриса.
- 11 февраля — Ричард Мастраккио, американский инженер и астронавт НАСА.
- 13 февраля
  - Сергей Тигипко, украинский финансовый и политический деятель.
  - Пьерлуиджи Коллина, футбольный судья.
- 14 февраля — Мег Тилли, американская актриса, танцовщица и писательница.
- 17 февраля — Игорь Гамула, российский футбольный тренер (ум. в 2021).
- 18 февраля — Грета Скакки, британская актриса итальянского и английского происхождения.
- 21 февраля — Пламен Орешарски, Председатель Совета Министров Болгарии в 2013—2014 годах.
- 23 февраля
  - Нарухито, император Японии.
  - Анна Горностай, польская актриса кино, театра, радио и телевидения.
- 28 февраля
  - Людмила Титова, российская актриса театра и кино; народная артистка России (2006).
  - Барбара Бабилиньская, польская актриса театра, кино и телевидения, также актриса озвучивания.

### Март
- 2 марта
  - Михаил Тюрин, лётчик-космонавт, герой Российской Федерации.
  - Дебра Маршалл, американская актриса.
- 7 марта — Иван Лендл, чехословацкий, затем американский профессиональный теннисист, бывшая первая ракетка мира.
- 9 марта — Финн Картер, американская актриса.
- 13 марта — Юрий Андрухович, украинский поэт, прозаик, переводчик, эссеист.
- 18 марта — Викки Льюис, американская актриса.
- 20 марта — Юрий Шаргин, лётчик-космонавт, герой Российской Федерации.
- 21 марта — Айртон Сенна, бразильский автогонщик, трёхкратный чемпион Формулы-1.

- 23 марта
  - Гражина Гурска-Михальска, польская актриса кино.
  - Андрей Панов, советский и российский рок-музыкант, основатель, лидер и вокалист панк-группы «Автоматические удовлетворители» (ум. в 1998).

- 24 марта
  - Nena, немецкая певица и актриса, представительница Neue Deutsche Welle .
  - Келли Леброк, американская актриса и фотомодель.
- 25 марта — Бренда Стронг, американская актриса.
- 26 марта — Джон Хантсман, посол США в РФ с 2017 по 2019 год.
- 27 марта — Дженнифер Грей, американская актриса.
- 29 марта
  - Аннабелла Шиорра, американская актриса.
  - Ю. Несбё, норвежский писатель и музыкант, автор серии детективных романов об инспекторе Харри Холе.
- 31 марта — Иен Макдональд, ирландский писатель-фантаст .

### Апрель
- 1 апреля — Дженнифер Раньон, американская актриса.
- 4 апреля
  - Лоррейн Туссен, американская актриса.
  - Наталья Ступишина, советская и российская эстрадная певица.
- 13 апреля — Руди Фёллер, немецкий футболист, футбольный тренер.
- 14 апреля — Елена Денисова, советская актриса театра и кино, филантроп, поэтесса.
- 15 апреля
  - Михаил Корниенко, лётчик-космонавт, герой Российской Федерации.
  - Сюзанна Бир, датский кинорежиссёр, сценарист, продюсер и актриса.
  - Филипп, король бельгийцев.
- 19 апреля — Николетта Браски, итальянская актриса и продюсер.
- 20 апреля — Мигель Диас-Канель, Глава Республики Куба, Председатель Совета Министров Кубы, Председатель Государственного Совета Кубы
- 22 апреля — Татьяна Тамбтзен, американская актриса, модель и танцовщица.
- 23 апреля — Валери Бертинелли, американская актриса.
- 29 апреля — Роберт Сойер, канадский писатель-фантаст.
- 30 апреля — Дэвид Мицкевич, американский религиозный деятель, лидер церкви саентологии.

### Май
- 2 мая — Георге Иванов, президент Северной Македонии (2009—2019).
- 6 мая — Джулианна Филлипс, американская модель и актриса
- 10 мая — Боно, ирландский рок-музыкант, вокалист рок-группы U2
- 22 мая — Хидэаки Анно — японский режиссёр кино и аниме.
- 23 мая — Линден Эшби, американский киноактёр.
- 24 мая — Кристин Скотт Томас, английская актриса.
- 27 мая — Александр Башлачёв, поэт, автор и исполнитель песен русского рока (ум. в 1988 году).
- 28 мая — Вероника Изотова, советская и российская актриса кино.

### Июнь
- 1 июня
  - Ольга Кормухина, российская певица, заслуженная артистка России (2016).
  - Елена Мухина, советская гимнастка, заслуженный мастер спорта СССР (ум. в 2006).
- 4 июня — Кристин Кэтрин Раш, американская писательница-фантаст.
- 5 июня — Лесли Хендрикс, американская телевизионная актриса
- 6 июня — Лола Форнер, испанская актриса, модель.
- 7 июня
  - Хирохико Араки, японский мангака.
  - Татьяна Друбич, советская и российская актриса театра и кино.
- 8 июня — Аньес Сораль, франко-швейцарская актриса театра и кино
- 15 июня — Мишель Ларок, французская актриса.
- 22 июня — Трэйси Поллан, американская актриса
- 25 июня — Ив Гордон, американская актриса и певица.

### Июль
- 3 июля — Джоанна Стингрей, американский и российский рок-музыкант.
- 6 июля— Елена Аржаник, советская и российская актриса кино.
- 7 июля — Екатерина Зинченко, советская и российская актриса театра и кино.
- 8 июля — Валери Петтифорд, американская актриса, танцовщица и джазовая певица.
- 12 июля — Евгений Дворжецкий, советский и российский актёр театра и кино, заслуженный артист России (ум. в 1999).
- 14 июля — Джейн Линч, американская актриса, певица, сценарист и комик.
- 16 июля — Лелде Викмане, советская и латвийская актриса театра и кино.
- 17 июля — Робин Шу, голливудский актёр китайского происхождения.
- 18 июля — Энн-Мари Джонсон, американская актриса
- 19 июля — Вера Сотникова, советская и российская актриса театра и кино, телеведущая.
- 24 июля — Вячеслав Быков, советский и российский хоккеист и тренер.

### Август
- 4 августа — Хосе Луис Сапатеро, премьер-министр Испании (2004—2011).
- 7 августа — Дэвид Духовны, американский актёр.
- 10 августа — Антонио Бандерас, испанский и американский актёр.
- 13 августа — Валерий Панков, российский артист и певец, озвучивал диснеевские мультсериалы.
- 14 августа — Сара Брайтман, английская певица.
- 17 августа — Шон Пенн, американский актёр и кинорежиссёр.
- 24 августа — Такаси Миикэ, японский кинорежиссёр.
- 28 августа
  - Лерой Чиао, американский астронавт.
  - Эмма Сэммс, британская актриса.
- 30 августа — Андрей Безруков, нелегальный российский разведчик в США в период 1999—2010 годов[85][86].

### Сентябрь
- 7 сентября — Наталья Павленкова, российская актриса театра и кино, заслуженная артистка РФ, доцент Театрального института имени Б. Щукина.
- 8 сентября — Ия Нинидзе, народная артистка Грузии, певица.
- 9 сентября 
  - Хью Грант, английский актёр.
  - Владимир Данилец, советский и украинский актёр эстрады, юморист.
- 10 сентября — Колин Фёрт, британский актёр.
- 12 сентября — Луиза Мосендз, советская, российская актриса театра и кино.
- 14 сентября — Мелисса Лео, американская актриса.
- 16 сентября — Джейн Брук, американская актриса.
- 25 сентября — Петар Лазич, сербский писатель-классик.
- 26 сентября — Этель Шиц, польская актриса театра и кино
- 27 сентября — Елена Степанова, советская и российская актриса театра и кино.
- 29 сентября
  - Нинель Конде, мексиканская актриса, певица, модель, телеведущая.
  - Полина Медведева, российская актриса театра и кино, театральный режиссёр, заслуженная артистка РФ.

### Октябрь
- 12 октября — Алексей Кудрин, российский политик.
- 15 октября — Евгений Комаровский, советский и украинский врач-педиатр, писатель, ведущий.
- 16 октября — Иржи Руснок, чешский политик, в 2013 году премьер-министр Чехии.
- 18 октября
  - Жан-Клод Ван Дамм, американский актёр, сценарист и кинорежиссёр бельгийского происхождения.
  - Эрин Моран, американская телевизионная актриса
- 28 октября — Ивана Андрлова, чешская актриса театра, кино, телевидения и актриса озвучивания.
- 30 октября — Диего Марадона, известный аргентинский футболист. (ум. в 2020)

### Ноябрь
- 4 ноября — Кэти Гриффин, американская актриса и комик.
- 8 ноября
  - Олег Меньшиков, советский и российский актёр.
  - Микаэль Нюквист, шведский актёр и продюсер («Девушка с татуировкой дракона», «Код 100») (ум. в 2017)
- 11 ноября — Стэнли Туччи, американский киноактёр.
- 16 ноября — Александр Минаков, российский журналист, военный корреспондент.
- 17 ноября — Ольга Юкечева, российская актриса, режиссёр.
- 18 ноября
  - Ким Уайлд, британская поп-певица.
  - Цзян Ихуа, тайваньский политик, премьер-министр в 2013—2014 годах.
- 24 ноября — Аманда Уайсс, американская актриса.
- 27 ноября — Юлия Тимошенко, украинский политик.
- 29 ноября
  - Татьяна Назарова, народная артистка Украины и России.
  - Кэти Мориарти, американская киноактриса.
- 30 ноября
  - Гари Линекер, известный английский футболист и телекомментатор.
  - Хиам Аббасс, арабо-израильская актриса, режиссёр, сценарист, фотограф.

### Декабрь
- 1 декабря — Кэрол Альт, американская модель и актриса.
- 3 декабря
  - Дэрил Ханна, американская киноактриса, режиссёр и продюсер.
  - Игорь Ларионов, советский и российский хоккеист.
  - Джулианна Мур, американская актриса.
- 14 декабря — Ибрахим Раиси, иранский политический и государственный деятель, президент Ирана в 2021-2024 годах.
- 24 декабря — Ева Тамарго, американская телевизионная актриса.
- 27 декабря — Мэриам д’Або, британская актриса.
- 28 декабря — Терри Гарбер, американская актриса

## Скончались
См. также: Категория:Умершие в 1960 году
- 2 января — Фридрих Адлер, один из лидеров австрийской социал-демократии и теоретиков австромарксизма (род. в 1879).
- 4 января — Альбер Камю, французский прозаик, философ, эссеист, публицист, лауреат Нобелевской премии по литературе (род. в 1913).
- 7 февраля — Игорь Васильевич Курчатов, советский физик, «отец» советской атомной бомбы, трижды Герой Социалистического Труда, академик АН СССР (род. в 1903).
- 8 февраля — Джон Лэнгшо Остин, британский философ языка, один из основателей философии обыденного языка (род. в 1911).
- 20 февраля — Чарльз Леонард Вулли, ведущий английский археолог 1-й половины XX века (род. в 1880).
- 3 марта — Нина Леонидовна Веселова, советский живописец (род. в 1922).
- 18 марта — Александр Васильевич Куприн, российский советский живописец и педагог, заслуженный деятель искусств Российской Федерации, член-корреспондент Академии художеств СССР (род. в 1880).
- 1 апреля — Абдул Рахман, первый король Малайзии (умер при исполнении, род. в 1895).
- 11 апреля — Александр (Немоловский), митрополит Брюссельский и Бельгийский в юрисдикции Русской православной церкви (род. в 1876).
- 24 апреля — Макс фон Лауэ, немецкий физик, лауреат Нобелевской премии по физике (род. в 1879).
- 25 апреля — Аманулла-хан, правитель Афганистана в 1919—1929 годах (род. в 1892)[87].
- 28 апреля — Карлос Ибаньес дель Кампо, президент Чили в 1927—1931 и в 1952—1958 годах (род. в 1877).
- 16 мая — Игорь Эммануилович Грабарь, русский и советский художник, искусствовед, просветитель, музейный деятель (род. в 1871).
- 30 мая — Борис Леонидович Пастернак, русский советский поэт, писатель и переводчик, лауреат Нобелевской премии по литературе (род. в 1890).
- 31 мая — Вальтер Функ, нацистский министр экономики (род. в 1890).
- 20 июня — Вальтер Демель, немецкий писатель и переводчик (род. в 1903).
- 25 июня — Уолтер Бааде, немецкий астроном, работавший в Германии и США (род. в 1893).
- 6 июля
  - Эньюрин Бивен, британский политик-лейборист (род. в 1897).
  - Ганс Вильсдорф, немецкий предприниматель, основатель компании «Rolex» (род. в 1881).
- 16 июля — Альберт Кессельринг, генерал-фельдмаршал люфтваффе (род. в 1885).
- 27 июля — Георгий Кёсеиванов, премьер-министр Болгарии в 1935—1940 годах, (род. в 1884).
- 15 августа — Всеволод Всеволодович Лишев, советский скульптор, народный художник СССР, действительный член Академии художеств СССР (род. в 1877).
- 23 августа — Джон Джексон Адамс, британский политический деятель, пэр графства Камберленд.
- 25 августа — Али Махир, премьер-министр Египта в 1936, 1939—1940 и в 1952 году (род. в 1882).
- 1 сентября — Султан Хисамуддин, король Малайзии (умер при исполнении, род. в 1898).
- 7 сентября — Вильгельм Пик, один из основателей германской компартии, первый и единственный президент ГДР (род. в 1876).
- 20 сентября — Ида Львовна Рубинштейн, российская танцовщица и актриса (род. в 1883).
- 8 октября — Владимир Евгеньевич Егоров, русский и советский художник театра и кино, народный художник РСФСР, лауреат Сталинской премии (род. в 1878).
- 14 октября — Абрам Фёдорович Иоффе, российский и советский физик, организатор науки, обыкновенно именуемый «отцом советской физики», академик АН СССР (род. в 1880).
- 22 октября — Александр Терентьевич Матвеев, русский и советский скульптор и педагог, заслуженный деятель искусств Российской Федерации (род. в 1878).
- 24 октября
  - Митрофан Иванович Неделин, главнокомандующий Ракетными войсками стратегического назначения СССР, главный маршал артиллерии (род. в 1902).
  - Александр Иванович Носов, заместитель начальника космодрома «Байконур» по ОИР, Герой Социалистического Труда (род. в 1913).
  - Евгений Ильич Осташев, испытатель ракетных и ракетно-космических комплексов, начальник 1-го управления полигона НИИП-5 (Байконур), лауреат Ленинской премии (род. в 1924).
- 6 ноября — Эрих Редер, немецкий гросс-адмирал, бывший главнокомандующий ВМФ Германии, нацистский преступник (род. в 1876).
- 16 ноября — Кларк Гейбл, американский актёр и секс-символ 1930—1940-х годов (род. в 1901).

## Нобелевские премии
- Физика — Дональд Артур Глазер — за изобретение пузырьковой камеры.
- Химия — Уиллард Франк Либби — за введение метода использования углерода-14 для определения возраста в археологии, геологии, геофизике и других областях науки.
- Медицина и физиология — Фрэнк Макфарлейн Бёрнет — за открытие искусственной иммунной толерантности (переносимости).
- Литература — Сен-Жон Перс — за «возвышенность и образность, которые средствами поэзии отражают обстоятельства нашего времени».
- Премия мира — Альберт Лутули — за усилия по утверждению справедливости между людьми и народами.